# (37071) 2000 UY51
2000 UY51 (asteroide 37071) é um asteroide da cintura principal. Possui uma excentricidade de 0.20930990 e uma inclinação de 5.36477º.
Este asteroide foi descoberto no dia 24 de outubro de 2000 por LINEAR em Socorro.